# 119 Eskadra IAF
119 Eskadra (hebr. Ha'Atalef, Nietoperz) – uderzeniowa eskadra Sił Powietrznych Izraela, bazująca w  Ramon w Izraelu.

## Historia
Eskadra została sformowana 8 września 1956 roku, składała się z trzech myśliwskich Glosterów Meteorów NF.13. Piloci eskadry przechodzili szkolenie w Wielkiej Brytanii.
Z powodu małej liczby samolotów i pilotów eskadra miała ograniczoną zdolność bojową podczas kryzysu sueskiego w 1956 roku. Jednakże najważniejszą misją eskadry okazało się przechwycenie w nocy 28 października 1956 roku samotnego egipskiego samolotu transportowego Ił-14 lecącego z Damaszku do Kairu. Do zestrzelenia samolotu doszło nad Morzem Śródziemnym w odległości 200 kilometrów na południe od Cypru. Na pokładzie zginęło 16 wysokich rangą oficerów egipskiej armii.
W marcu 1958 roku do eskadry dotarło siedem samolotów myśliwsko-bombowych Vautour IIN, a w kwietniu – trzy myśliwce Meteor NF.13. W marcu 1964 roku eskadra otrzymała 26 samolotów myśliwskich Mirage IIICJ. Podczas wojny sześciodniowej w 1967 roku samoloty uczestniczyły w trzeciej i czwartej fali nalotów na lotniska w Jordanii i Syrii. Podczas walk zniszczono 32 samoloty wroga, w tym 19 w starciach powietrznych – bez strat własnych.
wojna na wyczerpanie była dla 119 Eskadry okresem nieustannych starć i potyczek powietrznych, w których zniszczono 47 wrogich samolotów. Prawdopodobnie w tym okresie dwa myśliwce Mirage III wyposażono w kamery fotograficzne i przystosowano do zadań zwiadowczych. W 1970 roku te dwa specjalistyczne samoloty i dwa inne Mirage’e IIICJ przeniesiono do 101 Eskadry.
Pod koniec 1970 eskadrę wyposażono w 32 samoloty myśliwsko-bombowe F-4E Phantom II. Podczas wojny Jom Kipur w 1973 roku samoloty eskadry wzięły w desperackich atakach na nacierające arabskie wojska. Zniszczono przy tym 16 wrogich samolotów (straty własne wyniosły 6 maszyn).
Nie ujawniono szczegółów operacji prowadzonych przez eskadrę podczas wojny libańskiej w roku 1982. W 1991 roku eskadra otrzymała 25 zmodernizowanych F-4 Phantomów, które otrzymały nazwę Kurnass 2000. Na początku roku 1992 jednostka osiągnęła gotowość bojową.
Począwszy od sierpnia 2006 do 119 Eskadry wprowadzano samoloty wielozadaniowe F-16I.

## Wyposażenie
Na wyposażeniu 119 Eskadry znajdują się następujące samoloty:
- samoloty wielozadaniowe F-16I Sufa.